# Neritos tremula
Neritos tremula är en fjärilsart som beskrevs av William Schaus 1905. Neritos tremula ingår i släktet Neritos och familjen björnspinnare. Inga underarter finns listade i Catalogue of Life.